# Might and Magic I: The Secret of the Inner Sanctum
Might and Magic I: The Secret of the Inner Sanctum (česky Moc a kouzla 1: Tajemství vnitřní svatyně) je RPG počítačová hra ze série Might and Magic, známá také jako Might and Magic I nebo pod zkratkou M&M I.
Hru vydala společnost New World Computing roku 1986 pro Apple II, později byla vydána i pro IBM PC, NES a mnoho dalších platforem. Roku 1998 byla znovuvydána jako součást edicí Limited Edition a Special Edition hry Might and Magic VI: The Mandate of Heaven.
Byla prvním dílem úspěšné série Might and Magic, druhý díl se jmenuje Might and Magic II: Gates to Another World.

## Příběh
Dějová linie sleduje dobrodruha jménem Corak, který pátrá po jakémsi zlém stvoření - Sheltemovi. Hra postupně odkrývala fakt, že Corak a Sheltem jsou androidi a že Corak jde Sheltemovi po krku, jelikož něco není v pořádku se Sheltemovým naprogramováním. Dále se hráč dozvěděl, že svět VARN, ve kterém se celé dobrodružství odehrává, je vlastně biosférou na palubě obří vesmírné stanice (VARN = Vehicular Astropod Research Nacelle).